# Eribella exilis
Eribella exilis là một loài ruồi trong họ Tachinidae.